# Wurtland
Wurtland är en ort i Greenup County i Kentucky, vid Ohiofloden. Vid 2010 års folkräkning hade Wurtland  995 invånare.